# La Charrette fantôme (film, 1958)
Pour les articles homonymes, voir La Charrette fantôme.
Pour plus de détails, voir Fiche technique et Distribution.
La Charrette fantôme (Körkarlen) est un film suédois réalisé par Arne Mattsson, sorti en 1958. Le film est une adaptation du roman de Selma Lagerlöf déjà adapté par Victor Sjöström en 1921 sous le même titre : La Charrette fantôme.

## Fiche technique
- Titre original : Körkarlen
- Titre français : La Charrette fantôme
- Réalisation : Arne Mattsson
- Scénario : Rune Lindström (en) d'après le livre de Selma Lagerlöf
- Photographie : Max Wilén
- Montage : Carl-Olov Skeppstedt (en)
- Musique : Dag Wirén
- Pays de production : Suède
- Format : Noir et blanc - 2,35:1 - Mono
- Genre : drame - Horreur
- Date de sortie : 1958

## Distribution
- George Fant : David Holm
- Ulla Jacobsson : Edit
- Anita Björk : Fru Holm
- Edvin Adolphson : Georges
- Bengt Brunskog (en) : Gustafson
- Isa Quensel : Maria
- Carl-Olof Alm (sv) : Luffare på kyrkogården
- Bo Samuelson (sv) : David Holms bror
- Allan Edwall : Luffare på kyrkogården